# 斯萊公園 (加利福尼亞州)
斯萊公園（英語：Sly Park）是位於美國加利福尼亞州埃爾多拉多縣的一個非建制地區。該地的面積和人口皆未知。

## 地理
斯萊公園的座標為38°43′17″N 120°35′05″W / 38.72139°N 120.58472°W，而該地的平均海拔高度為1085米（即3560英尺）。